# Refuge du Pigeonnier
Le refuge du Pigeonnier est un refuge de montagne dans la vallée du Valgaudemar. Il se situe à l’extrémité d’une arête (crête de l’Orient) en vue de la face est des Rouies, à 2 423 m d'altitude.

## Histoire
Le refuge du Pigeonnier a été construit en 1967 et restauré en 1969 après l'écroulement du toit sous le poids de la neige. Il est agrandi en 1984 et rénové en 2002.

## Ascensions
- Les Rouies (courses de neige et rocher).
- Pics central et ouest du Vaccivier.
- Mont Gioberney.
- Randonnée en boucle depuis le refuge du Gioberney.

## Accès
L'accès se fait à pied, en 2 h 30, à partir d'un parking situé près du refuge du Gioberney.